# Nowhere Generation
A Nowhere Generation a Rise Against 2021-ben megjelent kilencedik stúdióalbuma. Az album 2021. június 4-én jelent meg és kiadója a Loma Vista Recordings. A lemez első kislemeze a Broken Dreams, Inc., mely 2020. szeptember 16-án jelent meg.

## Az album dalai
| 1.    | The Numbers          | 4:59 |
| 2.    | Sudden Urge          | 3:46 |
| 3.    | Nowhere Generation   | 3:52 |
| 4.    | Talking to Ourselves | 3:24 |
| 5.    | Broken Dreams, Inc.  | 3:53 |
| 6.    | Forfeit              | 3:44 |
| 7.    | Monarch              | 3:32 |
| 8.    | Sounds Like          | 3:25 |
| 9.    | Sooner or Later      | 3:34 |
| 10.   | Middle of a Dream    | 3:44 |
| 11.   | Rules of Play        | 3:43 |
| 41:36 |                      |      |

## Közreműködők

### Rise Against
- Tim McIlrath – ének, ritmusgitár
- Zach Blair – gitár, háttérvokál
- Joe Principe – basszusgitár, háttérvokál
- Brandon Barnes – dobok, perkusszió

### Egyéb zenészek[4]
- Chris Beeble – Fender Rhodes, orgona, háttérvokál (Nowhere Generation)
- Adrienne Ash, Andrew Berlin, Gabriel Brady, Chantel Flowers, Sam Kanter, Alexa Lenort, Jonathan Luginbill, Chad Price, Bill Stevenson, Madeline Stevenson, Miles Stevenson és Stacie Stevenson – háttérvokál (Nowhere Generation)
- TJ Wessel – hegedű (Forfeit)
- John Paul Grigsby – nagybőgő (Forfeit)

### Produkció
- Bill Stevenson – producer, hangmérnök
- Jason Livermore – producer, hangmérnök, keverés
- Andrew Berlin – producer, hangmérnök
- Chris Beeble – producer, hangmérnök
- Ted Jensen – mastering

### Egyéb személyzet
- Brian Roettinger – kreatív rendező
- Christian Gomez – A&R
- Mary Hogan – A&R
- Ryan Whalley – A&R (Arts & Repertoire)
- Tom Whalley – A&R

## Külső hivatkozások
- A Rise Against hivatalos oldala